# گنج مظفر
گنج مظفر نام مجموعهٔ نمایش خانگی ایرانی است به کارگردانی مهران مدیری که دنباله سریال باغ مظفر است.
در آذر (۱۳۸۶) اخباری مبتنی بر این که این سریال از طریق لوح فشرده و به صورت پخش خانگی منتشر می‌شود از صدا و سیما پخش شد. اما پخش سریال بنا به دلایلی به تعویق افتاد.
در تیر ۱۳۹۲ با واگذاری مالکیت این سریال به مؤسسهٔ گلرنگ رسانه زمینهٔ برای پخش آن در شبکهٔ خانگی فراهم شد و در تاریخ ۲ مهر ۱۳۹۲ نخستین مجموعه این سریال روانهٔ بازار شد.

## خلاصه داستان

### مجموعه اول
باغ مظفر داستان تنها میراث به جا مانده از خان قلی‌خان، خان بزرگ محلهٔ قلهک و تهران بزرگ است. عمارت دو تکه ای که در یک طرف آن مظفر زرگنده ملقب به مظفرخان به همراه خانواده و خدم و حشم و در طرف دیگر منصور زرگنده پسرعموی مظفر خان به همراه همسر جوانش شیدا و فرزند همسرش زندگی می‌کنند.

### مجموعه دوم
پسری که قرار بود به خواستگاری فروغ الزمان دختر مظفر خان بیاید پشیمان شد و نیامد؛ پشیمانی خواستگار باعث شکست عشقی و روحی فروغ الزمان شد زیرا او قبلاً سه بار ازدواج ناموفق داشت و به همین دلیل اهالی خانه سعی کردند یک خواستگار دیگر برای فروغ  الزمان مهیا کنند تا او را از این غم نجات دهند، چون کسی به خواستگاری فروغ الزمان نمی آمد، خانواده به ناچار به طور غیر مستقیم از قل مراد که یک خانزاده روستایی و پسر عموی مظفر خان و منصور خان بود خواهش کردند که به فروغ  الزمان تقاضای ازدواج دهد؛ مظفر خان، پسرش کامران را به اجبار مامور آموختن آداب معاشرت به قل مراد کرد تا اورا برای خواستگاری آماده کند . با وجود تلاش های کامران، رفتار و گفتار قل مراد تغییری نمی کند و او همانگونه از فروغ الزمان تقاضای ازدواج می‌کند.

### مجموعه سوم
قاب عکس خان قلی‌خان در منزل منصورخان زرگنده حکایت پیچیده‌ نازی همسر کامران و عروساش خان مظفر برای تصاحب آن همچنان بی‌نتیجه است. در این بین راز قاب عکس خان قلی خان برای دیگران نیز فاش می‌شود .شیدا و منصور برای فروش تابلو به مغازه عتیقه‌فروشی می‌روند و بازداشت می‌شوند.

### مجموعه چهارم
پس از بازداشت منصورخان و شیدا در عتیقه‌فروشی تصویر خان قلی خان توسط پلیس ضبط می‌شود، قاب عکس خان قلی خان تحویل موزه داده شده‌است و اهالی باغ مظفر برای کامل کردن نقشهٔ گنج به آن نیاز دارند. بردبار خان پدر نازی، تخصصی دارد که در این راه به آنها کمک می‌کند.

### مجموعه پنجم
شب هنگام سرانجام موزه خلوت می‌شود و کامران پسر مظفر برای برداشتن قاب عکس خان قلی خان دست به کار می‌شود که ناگهان شبحی از راه می‌رسد که منصورخان است و با هم تابلو را از موزه برمی‌دارند با کنار هم قرار دادن نقشه‌ها متوجه می‌شوند که تابلوی دیگری هم در کار است، پس برای یافتن بقیه نقشه به خزرشهر می‌روند تا به تابلوی سوم که نزد قل مراد است برسند .

### مجموعهٔ ششم (مجموعهٔ پایانی)
جویندگان میراث خانوادگی خاندان مظفر زرگنده سومین نقشه را نزد قل مراد خان می‌یابند و محل مورد نظر را که قبر خان قلی خان است جستجو می‌کنند اما قبر خالی است و با نشانه دیگر همه به سوی تهران روانه می‌شوند. در نهایت با بررسی تابلو متوجه آدرس دیگری می‌شوند پس از رفتن به آن محل می‌فهمند که خان قلی خان در بازگشت به تهران همسر دیگری اختیار کرده‌است و تابلوی دیگری هم در خانه آن‌ها قرار دارد در نهایت در تابلوی چهارم آدرس الماس را پیدا می‌کنند، الماس در باغ مظفر است پس از یافتن متوجه می‌شوند الماس ناخاصی دارد و ارزش زیادی ندارد و فقط به اندازه بدهی آن‌ها است. در نهایت قل مراد و فروغ ازدواج می‌کنند و کامران خبر بچه‌دارشدنش را به مظفرخان می‌دهد.

## بازیگران و شخصیت‌ها
| نام بازیگر       | نقش                   | توضیح                              |
| ---------------- | --------------------- | ---------------------------------- |
| مهران مدیری      | مظفر خان              | خان قلهک، پدر کامران و فروغ الزمان |
| سیامک انصاری     | کامران/ خان قلی خان   | پسر مظفر خان، جد مظفرخان           |
| محمدرضا هدایتی   | منصور خان             | پسر عموی مظفرخان، پدر شایان        |
| نصرالله رادش     | حیف نان               | نوکر مظفرخان                       |
| رضا شفیعی‌جم      | قل مراد               | پسرعموی مظفرخان و منصور خان        |
| شقایق دهقان      | نازی                  | دختر بردبار، همسر کامران           |
| سحر جعفری جوزانی | فروغ الزمان           | دختر مظفرخان، خواهر کامران         |
| بهنوش بختیاری    | اشرف                  | همسر منصور خان                     |
| نادر سلیمانی     | بردبار                | همسر مهرناز، پدر نازی و نیما       |
| الیکا عبدالرزاقی | مهرناز                | همسر بردبار، مادر نازی و نیما      |
| هادی کاظمی       | نیما/‌ پدر خان قلی خان | پسر بردبار و مهرناز، برادر نازی    |
| جواد عزتی        | حبیب                  | سمسار                              |
| علی لک پوریان    | جمشید پور لک          | پیشکار مظفر خان                    |
| ساعد هدایتی      | پرویز خان             | رئیس جمشید                         |
| محمد شیری        | سرگرد                 | معاون خدمات قضایی                  |
| شایان احدی‌فر     | شایان                 | پسر شیدا و منصور خان               |
| حمید کاشانی      | آقای جمالی            | عتیقه فروش                         |
| نگار پیل‌آرام     | پسته                  | ندیمه منصور خان                    |
| رضا نیک نبرد     |                       | پلیس راهنمایی و رانندگی            |

## پخش
| مجموعه       | قسمت    | تاریخ     | روز      |
| ------------ | ------- | --------- | -------- |
| یکم          | ۱ و ۲   | ۱۳۹۲/۷/۰۲ | سه شنبه  |
| دوم          | ۳ و ۴   | ۱۳۹۲/۷/۱۶ | سه شنبه  |
| سوم          | ۵ و ۶   | ۱۳۹۲/۷/۲۳ | سه شنبه  |
| چهارم        | ۷ و ۸   | ۱۳۹۲/۸/۰۱ | چهارشنبه |
| پنجم         | ۹ و ۱۰  | ۱۳۹۲/۸/۱۳ | دوشنبه   |
| ششم (پایانی) | ۱۱ و ۱۲ | ۱۳۹۲/۸/۱۳ | دوشنبه   |

- توضیح: به دلیل آغاز ایام سوگواری ماه محرم، پخش مجموعهٔ پنجم و ششم (پایانی) در یک روز صورت گرفت.